# Leucaspis portaeaureae
Leucaspis portaeaureae är en insektsart som beskrevs av Ferris 1942. Leucaspis portaeaureae ingår i släktet Leucaspis och familjen pansarsköldlöss. Inga underarter finns listade i Catalogue of Life.